# 龍江府
龍江府，清朝末期设置的府，属于黑龙江省。
光绪三十年（1904年）十二月，设黑水厅，驻齐齐哈尔城（今黑龙江省齐齐哈尔市）。为抚民同知兼理事衔，管理地方旗民词讼之事。光绪三十四年（1908年），升为龍江府，为黑龙江省的省会。中华民国二年（1913年）废龍江府，改置龙江县。